# Robbins (Illinois)
Robbins è un comune degli Stati Uniti d'America, nella contea di Cook, nello Stato dell'Illinois. Fa parte dell'area metropolitana di Chicago.

## Aspetti generali
Robbins, a soli 22 km a sud di Chicago, è una cittadina di circa 7.000 abitanti costituita quasi esclusivamente (96%) da una popolazione afro-americana.
Fondata nel 1917, Robbins è la più vecchia comunità nera del Nord degli Stati Uniti, e uno dei sobborghi più poveri di tutta la nazione.
La maggiore attività commerciale è costituita da negozi di liquori, mentre proliferano le attività illecite della prostituzione e dello spaccio di droga.
Chi si è interessato alla costruzione di abitazioni o all'apertura di attività commerciali a Robbins è stato sempre scoraggiato dalle banche che operano in zona.

## L'inceneritore di Robbins
Nel 1987 lo Stato dell'Illinois ha stanziato degli incentivi per incoraggiare la costruzione di impianti per la conversione di rifiuti solidi in energia e la comunità di Robbins si è attivata più di tutte per avviare la costruzione di un impianto di incenerimento.
Uno dei dirigenti della Foster Wheeler ricorda con queste parole la riunione che ebbe nel 1988 con i rappresentanti della cittadina: "Era evidentemente una città povera. Penso che i rappresentanti fossero solo interessati a non far morire la loro città e quindi cercavano di fare qualcosa per impedirlo".
I dirigenti della Foster Wheeler calcolarono di versare circa 2 milioni di dollari annui alla cittadina, togliendoli dai profitti derivanti dall'impianto.
Ma le cose non andarono subito per il verso giusto poiché alcune associazioni ambientaliste iniziarono una campagna contro la costruzione dell'impianto. In particolare, Greenpeace dichiarò che bruciare 1.600 tonnellate di rifiuti al giorno, come era stato previsto, avrebbe alzato pericolosamente il livello di mercurio e di altri inquinanti nell'aria.
Ma se da un lato la popolazione delle zone circostanti la cittadina si era decisamente schierata contro la costruzione dell'impianto, dall'altro la popolazione di Robbins rimaneva favorevole, soprattutto a seguito di una campagna pubblicitaria in favore dell'inceneritore che Foster Wheeler aveva attivato e pagato attraverso annunci su giornali e cartelloni stradali, assicurando la popolazione che avrebbe installato il più sicuro impianto esistente per l'incenerimento dei rifiuti.
L'impianto è stato quindi realizzato. La società Foster Wheeler ha lamentato scarsi proventi soprattutto a causa del rifiuto di una dozzina di cittadine circostanti di inviare i propri rifiuti all'inceneritore, con il risultato di poter versare solo 400.000 dollari contro i promessi 2 milioni nelle casse della cittadina. Il sindaco Irene Brodie si è accontentato di avere raccolto da Foster Wheeler la somma necessaria per pagare le spese scolastiche di 12 studenti della città.
A chiusura della vicenda, la violazione delle norme sull'inquinamento del 1998.